# Bombus handlirschianus
Bombus handlirschianus là một loài Hymenoptera trong họ Apidae. Loài này được Vogt mô tả khoa học năm 1909.